# Gheorghe Grigore Cantacuzino

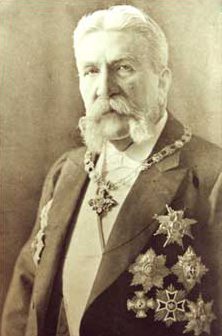
Gheorghe Grigore Cantacuzino

Prințul Gheorghe Grigore Cantacuzino supranumit Nababul (n. 22 septembrie 1832, București, Țara Românească – d. 22 martie 1913, București, România) a fost un om politic român, ales primar al Bucureștiului (mai 1869 - ianuarie 1870), ministru în varii guverne și cel de-al 20-lea  prim-ministru al României de două ori, în perioadele 1899 - 1900 și  1904 - 1907.

## Biografie

### Familie
Gheorghe Grigore Cantacuzino se trăgea din vechea familie nobilă Cantacuzino, fiind un descendent al voievozilor români respectiv împăraților bizantini Cantacuzino. A fost fiul vornicului Grigore Iordache Cantacuzino (1800-1849) și al Luxandrei Cantacuzino, născută Krețulescu. 
Era descendent direct al domnului Constantin Brâncoveanu.

### Educație
A studiat la București și Paris, unde și-a luat doctoratul în drept, în anul 1858. După ce s-a întors în țară a fost numit judecător la Tribunalul Ilfov, după care a devenit consilier la Curtea de Apel Bucuresti, functie din care a demisionat la data de 4 mai 1864.

### Monstruoasa coaliție, magistrat
În calitatea sa de membru al lojei masonice Sages d'Heliopolis, din anul 1865, a participat activ la coaliția politică, cunoscută ca Monstruoasa coaliție, care a dus la îndepărtarea domnitorului Alexandru Ioan Cuza de la conducerea României. Dupa lovitura de stat de la 11 februarie 1866 a reintrat în magistratură, ca președinte al Curții de Apel București.

### Funcții publice
A fost ales deputat în Adunarea Constituantă de la 1866, unde a făcut parte din comitetul însărcinat cu elaborarea Constituției din 1866.
A fost ales de mai multe ori deputat și senator în Parlamentul României, iar în perioada aprilie 1869 - ianuarie 1870 a fost primar al Bucureștiului. Una din inițiativele sale în perioada cât era primar a fost și ridicarea monumentului denumit Fântâna George Grigorie Cantacuzino din Parcul Carol I. A deținut în două rânduri funcția de ministru de Interne (11 aprilie 1899 - 9 ianuarie 1900 si 22 decembrie 1904 - 12 martie 1907) și pe cea de președinte al Consiliului de Miniștri. A mai deținut funcțiile de: ministru Lucrărilor Publice (16 decembrie 1873 - 7 ianuarie 1875) și pe cea de ministru al Justiției (24-27 ianuarie 1870). După moartea lui Lascăr Catargiu a devenit șeful Partidului Conservator. În iulie 1900 a prezidat ședința partidului în care s-a aprobat fuzionarea acestei formațiuni politice cu Partidul Constituțional ("junimist"). În aprilie 1907 s-a realizat fuziunea tuturor formațiunilor politice consevatoare, iar Cantacuzino a fost nevoit să cedeze șefia noului Partid Conservator lui Petre P. Carp.

### Nababul
Datorită averii sale colosale a fost supranumit "Nababul". Din banii de care dispunea, a construit trei palate: Palatul Cantacuzino din București, situat pe Calea Victoriei, care adăpostește în prezent Muzeul Național „George Enescu”, Castelul Cantacuzino din Bușteni, numit uneori „Palatul Cantacuzino Bușteni”, în prezent muzeu, și Palatul Cantacuzino de la Florești, supranumit și "Micul Trianon", în prezent în ruină.